# Masia a Puig Oriol 1
La Masia a Puig Oriol 1 és una obra de Castellterçol (Moianès) inclosa a l'Inventari del Patrimoni Arquitectònic de Catalunya.

## Descripció
Es tracta d'una masia, situada pròxima al nucli de Castellterçol, construïda amb pedra del país. Als angles hi ha pedres cantoneres formant un aparell ben lligat i regular. El portal està format per unes grans dovelles (típic de la comarca i dels segles post medievals). La finestra central és emmarcada amb carreus, ampit motllurat i llinda de tradició tardogòtica de regust conopial i festejadors. A sota de l'ampit de la finestra hi ha dos carreus de pedra que serveixen de reforç. Les dues finestres laterals estan construïdes amb marcs de pedra picada. Hi ha un petit desguàs a manera de gàrgola, a sota d'una finestra tapiada que podria correspondre a una antiga cuina. A la façana sobresurt un canaló de pedra que pot recordar una gàrgola.

## Història
No es coneixen notícies històriques però la presència que té l'edifici fa pensar que es podria tractar de l'edifici principal d'una petita explotació agrícola. Per les seves característiques es pot suposar que és un edifici del segle xvii. La tradició oral diu que aquesta casa havia estat patrimoni de la rectoria de Castellterçol.